# دكروة خماسية الأسدية
دكروة خماسية الأسدية (الاسم العلمي:Dichroa pentandra) هي نوع من النباتات تتبع جنس الدكروة من الفصيلة الهدرانجية.